# 唐人お吉 (川村花菱)
『唐人お吉』（とうじんおきち）は、1931年（昭和6年）、川村花菱による日本の戯曲であり、同作を原作とし、1935年（昭和10年）に新興キネマ東京撮影所製作、冬島泰三監督による日本の映画である。

## 略歴・概要
実在する人物・斎藤きちに取材した戯曲は、川村花菱のほか、真山青果、山本有三等がある。川村版の新派の戯曲の初演は、1931年（昭和6年）、帝国劇場で初代水谷八重子が主演したものである。
同戯曲を原作に、1935年（昭和10年）、川口松太郎が映画用に脚色、冬島泰三が監督し、舞台でも主演した初代水谷八重子がお吉役を演じ、新興キネマ東京撮影所（現在の東映東京撮影所）が製作、新興キネマが配給し、同年1月5日に公開されている。主題歌の新橋喜代三『唐人お吉』、東海林太郎『下田しぐれ』は、同年2月にポリドール・レコード（現在のユニバーサルミュージック）から発売された。
村松春水、十一谷義三郎原作も含めて「唐人お吉」をテーマとした映画作品は、合計7作存在する。⇒ 斎藤きち#お吉を題材とした作品
この冬島泰三版の映画『唐人お吉』は、いずれも東京国立近代美術館フィルムセンターに所蔵されておらず、いずれもマツダ映画社の「主な所蔵リスト」には掲載されていない。現在、鑑賞することのできない作品である。

## 映画
『唐人お吉』（とうじんおきち）は、1935年（昭和10年）製作・公開、新興キネマ東京撮影所製作、新興キネマ配給による日本の長篇劇映画、女性映画である。

### スタッフ・作品データ
- 監督 : 冬島泰三
- 原作 : 川村花菱
- 脚色 : 川口松太郎
- 撮影 : 古泉勝男
- 美術 : 伊藤憙朔
- 時代考証 : 山村耕花
- 録音 : オリエンタル・システム
- 主題歌 : 
  - 『唐人お吉』、歌唱新橋喜代三、作詞藤田まさと、作曲近藤政二郎
  - 『下田しぐれ』、歌唱東海林太郎、作詞藤田まさと、作曲森義八郎

- 上映時間（巻数 / メートル） : 79分[4]（11巻 / 2,177メートル）
- フォーマット : 白黒映画 - スタンダードサイズ（1.33:1） - モノラル録音
- 初回興行 : 浅草・電気館 / 新宿・新宿帝国館 / 新富町・新富座

### キャスト
- 水谷八重子 - お吉
- 澤村田之助 - その恋人鶴松
- 伊井友三郎 - 町奉行支配組頭伊佐新次郎
- 早川雪洲 - タウンセント・ハリス
- 村田みね子 - 伊勢善の女将
- 米津左喜子 - お吉の伯母おせん
- 宮島啓夫 - 通訳ナタルヒュースケン
- 西条静子 - 女中お春
- 根本淳 - 遠藤弥四郎

## 関連事項
- 唐人お吉 - 曖昧さ回避
- 斎藤きち#お吉を題材とした作品 - 小説・戯曲・映画のリスト

## 註
1. ↑  唐人お吉、日本映画データベース、2010年2月22日閲覧。
2. ↑  所蔵映画フィルム検索システム、東京国立近代美術館フィルムセンター、2010年2月22日閲覧。
3. ↑  主な所蔵リスト 劇映画＝邦画篇、マツダ映画社、2010年2月22日閲覧。
4. ↑  Film Calculator Archived 2008年12月4日, at the Wayback Machine.換算結果、コダック、2010年2月22日閲覧。